# Vallée de Hōrai
La vallée de Hōrai (蓬莱峡, Hōrai-kyō) est située dans les monts Rokkō dans la préfecture de Hyōgo au Japon. La vallée fait partie du parc national de Setonaikai. Le nom de cette vallée est celui d'une montagne d'une terre mystique de la mythologie chinoise.

## Caractéristiques
La vallée de Hōrai est un badland typique le long de l'Ōtada-gawa (太多田川) des monts Rokkō (六甲山). La vallée est faite de granite. Beaucoup de grimpeurs et de touristes sont attirés par les sites uniques non loin des villes d'Osaka et Kobe.
La vallée comprend deux parties : la partie inférieure plus étroite et la partie supérieure, Oku-Hōrai (奥蓬莱).

## Source de la traduction
- (en) Cet article est partiellement ou en totalité issu de l’article de Wikipédia en anglais intitulé « Hōrai Valley » (voir la liste des auteurs).